# سمكة الصقر العملاقة
سمكة الصقر العملاقة (الاسم العلمي Cirrhitus rivulatus)، سمكة بحرية من جنس سمكة الصقر الرخامية وفصيلة أسماك الصقر. أعطانه خليح كاليفورنيا وشمال كولومبيا وأرخبيل غالاباغوس. يبلغ أقصى نمو طولي له نحو 60 سم. قوته الأسماك الصغيرة والقشريات.